# 国家遺産 (オランダ)

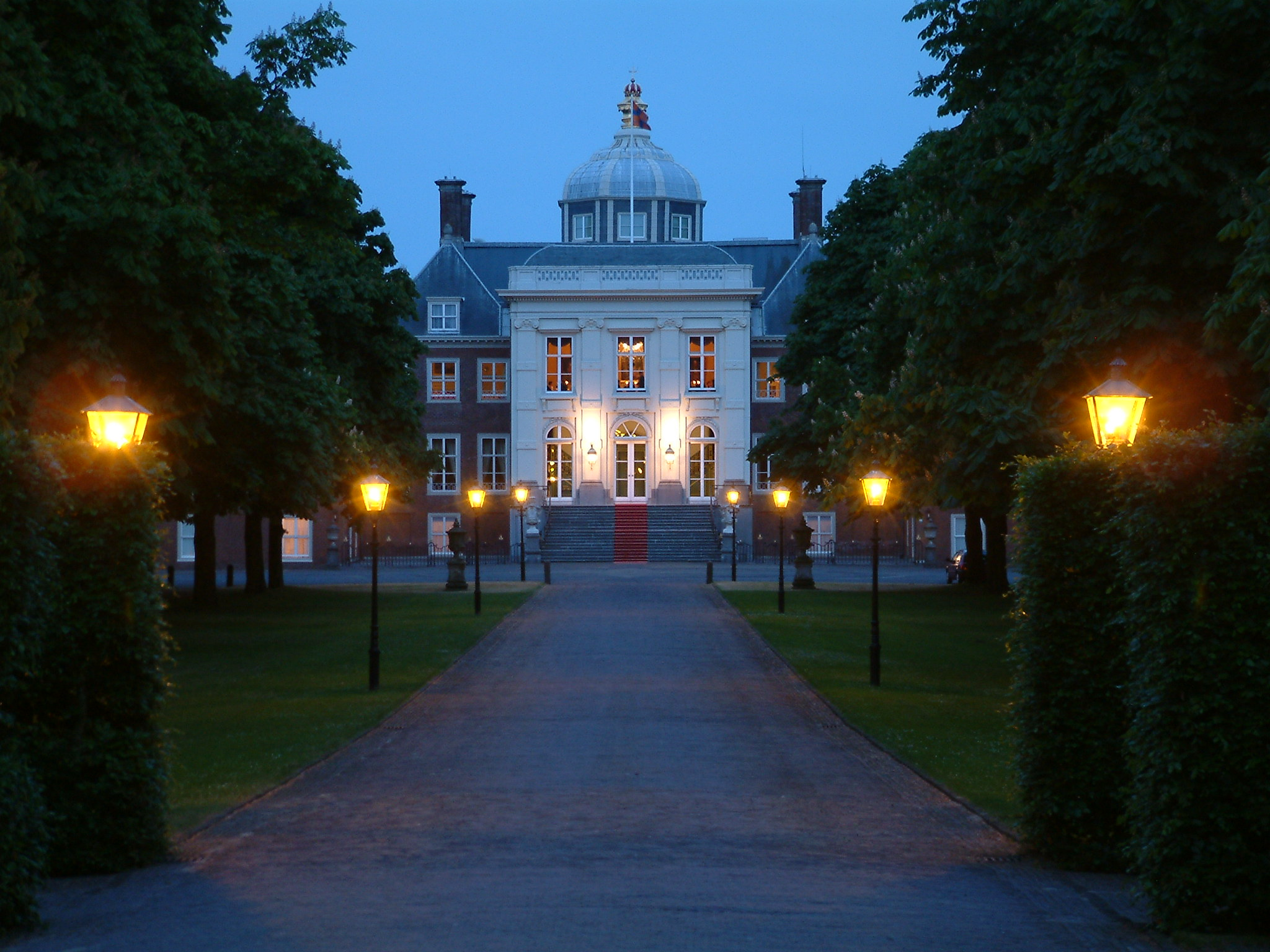
デン・ハーグにあるハウステンボス宮殿

国家遺産 （こっかいさん、蘭：rijksmonument、オランダ語発音: [ˈrɛiksmoːnyˌmɛnt]）は、オランダの国家的な遺産のこと。教育・文化・科学省の文化遺産局（RCE）が登録制度を運用している。

## 概要
オランダの国家遺産（蘭：レイクスモニュメント、Rijksmonument ）は、その歴史的・文化的価値から保護・保全されるべきものとして、政府により指定された不動産をいう。国家遺産に指定されるためには、対象が50年以上経過していることが必須条件であり、さらにその他の基準にも合致している必要がある。国家遺産の指定件数は、おおよそ62,000件に達する。教会、城塞、風車などが指定されているが、全体の3分の2を住宅が占めている。
国家遺産の管理を所管する組織は、以前は遺産保護局（Rijksdienst voor de Monumentenzorg ）と呼ばれていたが、近年改称し、現在は文化遺産局（Rijksdienst voor het Cultureel Erfgoed ）と呼ばれている。現在、国家遺産を所管する法律は、1988年遺産法（Monumentenwet van 1988 ）である。
この取組みは、1954年、武力紛争の際の文化財の保護に関する条約を採択したハーグ会議期間中に始まった。2009年6月、ハーグ裁判所は、国家遺産に登録されている建造物を個人が購入した場合、譲渡税を免除する旨決定を下し、この決定は2009年5月1日より発効した。この免税措置は、法人にのみ先行して適用されていたものである。

## 都市別の登録状況
オランダの都市別の国家遺産の登録件数は、以下のとおりである（2011年時点）。ただし、登録対象となる建物等の数は若干少ない可能性がある。ひとつの登録対象に対して複数の部分が、別個に登録されることがありうるためである。首都アムステルダムの登録件数は7,385件に達し、最多となっている。
| 順位 | 都市名             | 州                   | 登録件数 | 国家遺産の例                                                                             |
| ---- | ------------------ | -------------------- | -------- | ---------------------------------------------------------------------------------------- |
| 1    | アムステルダム     | 北ホラント州         | 7,385    | アムステルダム国立美術館、アムステルダム中央駅、計量所、ムント塔                         |
| 2    | マーストリヒト     | リンブルフ州         | 1,677    |                                                                                          |
| 3    | ユトレヒト         | ユトレヒト州         | 1,402    | シュレーダー邸                                                                           |
| 4    | ライデン           | 南ホラント州         | 1,243    |                                                                                          |
| 5    | デン・ハーグ       | 南ホラント州         | 1,159    | デン・ハーグHS駅、ハウステンボス宮殿、平和宮                                             |
| 6    | ハールレム         | 北ホラント州         | 1,148    | フランス・ハルス美術館                                                                   |
| 7    | ミデルブルフ       | ゼーラント州         | 1,144    |                                                                                          |
| 8    | ドルトレヒト       | 南ホラント州         | 891      |                                                                                          |
| 9    | デルフト           | 南ホラント州         | 695      |                                                                                          |
| 10   | フローニンゲン     | フローニンゲン州     | 683      |                                                                                          |
| 11   | レーワルデン       | フリースラント州     | 649      |                                                                                          |
| 12   | ジーリクゼー       | ゼーラント州         | 568      |                                                                                          |
| 13   | デーフェンテル     | オーファーアイセル州 | 540      |                                                                                          |
| 14   | ハルリンゲン       | フリースラント州     | 517      |                                                                                          |
| 15   | スヘルトーヘンボス | 北ブラバント州       | 514      |                                                                                          |
| 16   | カンペン           | オーファーアイセル州 | 509      | コールンマルクトス門、ボーフェン教会                                                     |
| 17   | アーネム           | ヘルダーラント州     | 509      |                                                                                          |
| 18   | ブレダ             | 北ブラバント州       | 501      |                                                                                          |
| 19   | ロッテルダム       | 南ホラント州         | 451      | フェイエノールト・スタディオン、ボイマンス・ヴァン・ベーニンゲン美術館、ファン・ネレ工場 |
| 20   | ズヴォレ           | オーファーアイセル州 | 444      |                                                                                          |
| 21   | アメルスフォールト | ユトレヒト州         | 440      |                                                                                          |
| 22   | アルクマール       | 北ホラント州         | 399      |                                                                                          |
| 23   | ズトフェン         | ヘルダーラント州     | 394      |                                                                                          |